# 岩谷麻優
岩谷 麻優（いわたに まゆ、1993年2月19日 - ）は、日本の女性プロレスラー。山口県美祢市出身。マリーゴールド所属。血液型A型。

## 所属
- スターダム（2011年 - 2025年）
- マリーゴールド（2025年 - ）

## 来歴
高校中退後、対人恐怖症から2年以上の引きこもり生活を送ったが、兄に連れられ初観戦したプロレス（DRAGON GATEのドラゴン・キッドの試合）に感銘を受け、「私の居場所」を直感してプロレスラーを志す。スターダムへは、プロレス雑誌に掲載されていた風香GMの団体設立に伴う新人募集の記事を見て即座に応募している。

### スターダム時代
2011年
1月23日　新木場1stRINGで開催された「スターダム旗揚げ戦 〜Birth of nova 新星誕生!〜」にてデビュー。同じくデビュー戦となる星輝ありさと対戦し、7分4秒ブラジリアンキックからの片エビ固めで敗戦。
6月26日　新木場大会にて須佐えりとの「未勝利戦」を戦うが、スイング式スモールパッケージホールドで敗れ、キッズ部の夢を除く旗揚げメンバー唯一の未勝利となってしまった。
7月24日　後楽園ホール大会にて星輝とのタッグ「女 -AMA-」で、須佐えり・鹿島沙希組と対戦。 須佐にダイビングボディープレスを食らわせ初勝利。
2013年　
9月、松本浩代・脇澤美穂とのユニット「たわしーず」を結成。「STARDOM 5★STAR GP 2013」に出場できなかった3人が「残念賞＝たわし」の発想で発足させた。なお、たわしを製造販売する亀の子束子西尾商店が公式サポーターに就任。たわしを凶器として扱い、入場曲である『ブルーバード』を自身らの歌唱音源に差し替えるなどコミカル要素を強調していた。12月29日、後楽園ホールで行われた「アーティスト・オブ・スターダム王座選手権」では木村モンスター軍に勝利。同王座に輝き、岩谷にとっては初のベルト戴冠となった。たわしーずは、以後4度の防衛を果たしている。
2014年
7月27日、名古屋で行われた「ワンダー・オブ・スターダム王座決定トーナメント」にて優勝。同王座を獲得し、岩谷にとっては初のシングル王座戴冠となった。
8月10日、「アーティスト・オブ・スターダム王座戦」にて5度目の防衛に失敗。リング内外で100個以上のたわしが飛び交う大乱戦となったが、巨大たわしのフルスイングが脇澤に誤爆。米山香織に丸め込まれた。敗者は解散というルールに則り、たわしーずは解散に追い込まれた。
2015年
4月23日、後楽園ホールで行われたワンデイトーナメント「Cinderella tournament2015〜シンデレラ・トーナメント〜」にてサンダー・ロサ、紫雷イオ、コグマを破りトーナメントを制覇。
5月6日、紫雷イオとのタッグ「サンダー・ロック」で宝城カイリ・チェルシー組を破り『ゴッデス・オブ・スターダム王座』を獲得（新木場1stRING）。以後V10を達成し、最多防衛記録となっている。
10月11日、後楽園ホールでロサ・ネグラを破り悲願のハイスピード王座を奪取。以後V9の新記録を樹立。
2016年
2月28日、スターダム大阪大会にてアーティスト・オブ・スターダム王座のタイトルを獲得。パートナーでもある紫雷イオと同時に三冠王者となった。
3月16日、新木場1stRINGにてハイスピード王座の渡辺桃戦に勝利。4度防衛し、夏樹☆たいように並ぶ最多防衛回数を達成。
4月23日、山口県光市民ホールでの宝城カイリ凱旋記念大会にて、宝城カイリとの山口県タッグを組み、紫雷イオ＆渡辺桃に勝利。
4月24日、スターダム大阪大会にてハイスピード王座のディオサ・アテネア戦に勝利。5度目の防衛となり、最多防衛回数を更新。
4月30日、後楽園ホールで行われたシンデレラトーナメントを制し2連覇達成。ドレス姿を披露したのち、紫雷イオにワールド・オブ・スターダム王座への挑戦を表明。
11月11日、新宿FACEでの「第6回GODDESSES OF STARDOM タッグリーグ戦」優勝決定戦にて紫雷イオに裏切られ、美闘陽子&宝城カイリに敗れる。紫雷イオが、「サンダー・ロック」および「スリーダム」（岩谷・紫雷・宝城のトリオ）の解散を宣言。
11月20日、新木場大会での紫雷イオ・HZK vs 岩谷・渡辺桃の試合中、今度は渡辺桃に裏切られてしまう。なお、渡辺は紫雷のユニットQueen's Questに加入。
2017年
5月14日、後楽園ホールにて宝城カイリからワンダー・オブ・スターダム王座を奪取。
6月21日、後楽園ホールにて紫雷イオからワールド・オブ・スターダム王座を奪取。史上初となる赤白二冠王者の誕生となった。
9月23日、大阪大会でのワンダー・オブ・スターダム王座選手権にて美闘陽子に敗れ防衛失敗。
9月24日、名古屋大会でのワールド・オブ・スターダム王座戦中（対トニー・ストーム）、左肘脱臼によるレフェリーストップで王座陥落。左膝靭帯損傷も重なり、赤白ベルトをともに失った状態での欠場を余儀なくされる。
2018年
4月1日、昨年に同所で失ったワールド・オブ・スターダム王座を奪還すべくトニー・ストームに挑戦するも敗れる。
6月3日、鹿島沙希をパートナーに、ゴッデス・オブ・スターダム王者を奪取。
9月24日、後楽園ホールでの「STARDOM 5★STAR GP2018優勝戦」にて林下詩美を下し優勝。
2019年
2月10日（アメリカ時間）、フロリダ州・マイアミのコーラルゲーブルスにて開催されたWOH世界王座戦で、王者ケリー・クレインに勝利。第3代WOH王者となり、以後2回の防衛を果たす。同年4月6日（アメリカ時間）、 マジソン・スクエア・ガーデンにてケリー・クレインに敗れ、王座を失った。

11月4日、後楽園ホールにてビー・プレストリーからワールド・オブ・スターダム王座を奪取。
12月24日、後楽園ホールでの「ワールド・オブ・スターダム王座選手権」にて花月を下し、初防衛に成功。
2020年
1月3日、新木場大会でのタッグマッチにて鹿島沙希に裏切られる。鹿島沙希は大江戸隊に加入。
1月4日、新日本プロレス・東京ドーム大会にて、ダークマッチながらタッグマッチで初出場。星輝ありさとのタッグで木村花＆ジュリアに勝利した。
1月19日、後楽園ホールでの「ワールド・オブ・スターダム王座選手権」にて渡辺桃を下し、2度目の防衛に成功。
3月2日、後楽園ホールにて鹿島沙希とのランバージャックルールでの遺恨試合に勝利（コロナウイルス感染防止のため無観客）。
3月24日、後楽園ホールでの「STARDOM Cinderella tournament2020」1回戦にて木村花と対戦。両者OTRにより失格となった。これが木村花との最後の試合である。
7月24日、名古屋大会での「ワールド・オブ・スターダム王座選手権」にてジャングル叫女を下し、３度目の防衛に成功。
8月27日、自伝『引きこもりでポンコツだった私が女子プロレスのアイコンになるまで』を彩図社から出版。

10月3日、横浜武道館での「ワールド・オブ・スターダム王座選手権」にて朱里を下し、４度目の防衛に成功。
10月18日、後楽園ホールでの「ワールド・オブ・スターダム王座選手権」にて彩羽匠を下し、5度目の防衛に成功。
11月15日、仙台サンプラザホールでの「ワールド・オブ・スターダム王座選手権」にて林下詩美に破れ防衛失敗。
12月26日、後楽園ホールでの全試合終了後、スターダムへの因縁を引きづったまま退団した世志琥と高橋奈七永がリングに登場。世志琥は同期である岩谷へシングルマッチを要求した。
2021年
1月5日、新日本プロレス東京ドーム大会でのダークマッチとして、スターダム提供試合に出場。遺恨勃発直後の中野たむとタッグを組み、ジュリア＆朱里組に敗れた。
1月22日、SEAdLINNNGの新木場大会へ、渡辺桃・飯田沙耶と共に乱入。日本武道館大会での世志琥との対戦が決定。
3月3日、日本武道館大会にて世志琥との対戦に勝利。試合後は互いに抱擁した。
3月6日、Assemble（上野恩賜公園野外ステージ）での、スターダム提供試合にスターライト・キッドと共に出場。渡辺桃＆AZM組に勝利。
6月12日、大田区総合体育館大会にて大江戸隊と全面戦争イリミネーションマッチを開催。「MK☆Sisters」としてのタッグパートナーだったスターライト・キッドが敗北し大江戸隊が強制加入。
7月17日、高田馬場大会にて、「1vs5スターライト・キッド奪還マッチ」を開催。吏南、フキゲンです★、鹿島沙希、小波、琉悪夏を相手に勝利を収めるが、スターライト・キッドは自らの意思で大江戸隊の残留を表明。
7月19日、後楽園での「Marvelous旗揚げ5周年記念大会」に出場。門倉凛に勝利した。
10月9日、大阪城ホール大会にて、逆指名により中野たむの持つワンダー・オブ・スターダム王座選手権を行う。新コスチュームと共に金髪となった姿が披露される。試合は時間切れによる引き分けとなった。
10月13日「第11回ゴッデス・オブ・スターダムタッグリーグ戦」の記者会見にて、門倉凛（Marvelous）とのタッグ「Blue MaRine」での出場が発表された。
10月18日、テレビ朝日『激レアさんを連れてきた。』にて「2年間部屋に閉じこもって妄想だけを続けたことで女子プロレス界の頂点に立った人」の激レアさんとして出演。
2022年
5月5日、テクラを破りSWA世界王座を戴冠。これによりスターダムの王座すべてを獲得し、グランドスラムを達成した。
10月3日、初代IWGP女子王座決定トーナメントへのエントリーを発表。10月22日、トーナメント1回戦で渡辺桃に勝利し、翌23日の準決勝では林下詩美を下し決勝に進出した。
11月3日、アルファ・フィーメルとSWA世界王座をかけ対戦。防衛を果たしたが、同日に王座を返上した。
11月20日、Historic X-overにて、初代IWGP女子王座をかけたKAIRIとの対戦に敗れ、初代王者とはならなかった。
2023年
4月23日、横浜アリーナ「ALLSTAR GRAND QUEENDOM 2023」にて、メルセデス・モネを破りIWGP女子王座を奪取。第3代王者となった。
2024年
2月から春にかけ、ロッシー小川の契約解除などスターダム内で分裂が発生。一時は岩谷も小川への追従を考えていたが、「岩谷麻優も抜けたら、スターダムがスターダムじゃなくなる」と考え残留を選択した。
8月に行われた5★STAR GP 2025では、「今までのプロレスキャリアの中で一番最高の年に自分がつくり上げる」と意気込み、リーグ戦1位通過を果たしたものの、トーナメント準決勝で舞華に敗れて、ベスト4に終わった。大会後、東京スポーツの取材に対して、「5★STAR引退します」と決心を打ち明けた。
12月、通算1000試合出場を達成した。この年はプロレス大賞の話題賞を受賞し、敢闘賞次点の記録を残した。
2025年
1月4日、WRESTLE KINGDOM 19にて、念願だった東京ドームでのIWGP女子選手権が実現。相手のAZMを相手に勝利し、9度目の防衛に成功した。
4月27日、横浜アリーナ「ALLSTAR GRAND QUEENDOM 2025」にて、IWGP女子選手権を賭して朱里と対戦し敗れ、10度目の防衛に失敗。2年の長期政権に終止符が打たれた。試合後、「スターダムのアイコン岩谷麻優は新たな道を探します」と宣言した。
翌日28日の会見にて、スターダム退団を発表。以前から「このベルト（IWGP女子王座）がなかったらスターダムに居続ける意味もないぐらいの気持ちで戦わなきゃいけないと思う」と東京スポーツの取材で明かしていた中での退団となった。

### マリーゴールド時代
2025年5月1日、マリーゴールドに入団。

## 人物・エピソード

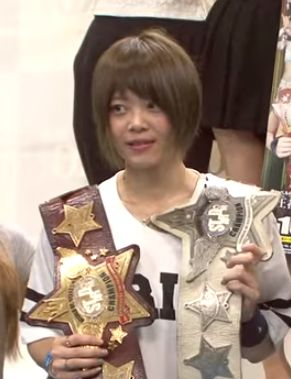
赤＆白の王座ベルトを持つ岩谷（2017年）

- リングネームは、優秀な人間になってほしいとの願いから、本名である岩谷麻由の読みのまま止め字を「優」に変更[32]。
- 母子家庭で育ったため、恋人は父親のような人物がいいと発言。年齢は問わず、2017年のインタビューでは「60歳でもいい」と答えている[33]。
- ジャニーズWESTの桐山照史の大ファン。2021年10月18日放送の「激レアさんを連れてきた。（テレビ朝日）」にてVTRで共演を果たした。
- スターダムへの入門に伴う上京時、風香GMへ「貯金は6,000円しかないのですがこれで山口県から東京にいけますか？」とメールしている。岩谷から送られた写真を見たロッシー小川は「この子は化けるからこの子になら交通費を出す」と太鼓判を押し、上京直前まで行われた風香GMによる岩谷の母への説得もあり、無事上京を果たしている[34]。
- 上京した当日、ランニングをするも体力がなく少しの距離で疲れ果ててしまった。その後、時間稼ぎのため近所を散歩したが土地勘がなく迷子になっている[35]。上京翌日は、風香GMのイベントへ同行予定だったが、ランニングの疲れからか寝過ごし頓挫してしまった。
- 新人のころ何度も夜逃げを繰り返している。2011年9月28日放送の『銭形金太郎』（テレビ朝日）ではスターダム寮が取り上げられ、メインでの出演予定だったが、前日に夜逃げしていたため代役として宝城カイリや世IV虎が出演した。当時のエピソードをリポーターだった有田哲平が「有田プロレスインターナショナル」で語っている。
- 好きなプロレスラートップ3を、1位からオカダ・カズチカ、ドラゴン・キッド、飯伏幸太としている。なお、岩谷がリングネームのコール時に両手を広げ、回転して紙テープを体に巻き付ける動きは、ドラゴン・キッドの影響だという[3]。
- 鹿島沙希とのランバージャック戦（後楽園ホール）にて解説を務めた獣神サンダー・ライガーは、岩谷に対し「うちのオカダ・カズチカ選手にしゃべり方とか立ち振る舞いとか、似ていますね。それくらい器の大きさというか、オーラがある」とコメントした[36]。
- ポンコツ・天然は自他ともに認めるところ。会場を間違える、衣装を忘れる、勝利後トロフィーを蹴り倒す、マイクパフォーマンス中に言い間違いをするなどたびたび散見される。2022年には岩谷麻優ポンコツTシャツおよびキャップが発売された[37][38]。

## 得意技

### フィニッシュ・ホールド
ドラゴン・スープレックス・ホールド
岩谷のフィニッシュ・ホールドの一つ。
岩谷が得意とするハイブリッジのドラゴン・スープレックス。
相手の背後からフルネルソンで両腕を捕らえ、弧を描いて後方へ反り投げると同時にブリッジで相手を固めてフォールを奪う。
二段式・ドラゴン・スープレックス・ホールド
相手の胴または腰に持ち抱え上げて中空に固定し、自身の手を一度解いて相手の首に手を回しフルネルソンの体勢に組み替え後方に投げる、高角度のブリッジでしっかり固める。
技名を募集したが、岩谷曰く「ピーンとくるものがなく」現在も変更されていない。
メインとなるフィニッシャー。
ムーンサルトプレス
2019年1月より岩谷のフィニッシャーの一つとして使用し始める。
その場飛びムーンサルトプレス
フロッグ・スプラッシュ
ドドンパ
逆打ち。
正面から相手の右腕に組み付いて両足で左腕を挟み込み、勢いよく体を錐揉み回転させることで相手を後頭部からマットに叩きつけ、そのまま両腕を固めながら押さえ込んでフォールを奪う回転十字固め。逆打ちやバイブルと同型。
マヒカ・デ・マユ
バックスライドから前転しブリッジで抑えこむ。

### 投げ技
ランニングスリー
リバースフルネルソンの体勢から相手を担ぎ上げ、リングを対角線上に3歩助走をつけて相手を前方にサンダーファイヤー・パワーボムの体勢で投げ捨てる技。
ブレーンバスター
雪崩式ブレーンバスター
バックドロップ
ジャーマンスープレックス
ダブルリストアームサルト
ティヘラ

### 関節技
腕挫十字固（うでひしぎじゅうじがため）

### 組み技
ドラゴン・ラナ
オリジナルはドラゴン・キッドの技。「5★STAR GP2014」開幕戦にて世IV虎を破った技である。公式発表では「ドラゴン・ラナ」となっているが、形としては同じくドラゴン・キッドの技「ドラゴンズ・レイ」が正しい。
スリングブレイド
2011年1月のデビュー戦から現在まで使用している。
ドラゴン・スリーパー
オリジナルバージョンに加えて、二段式・ドラゴン・スープレックスと同じ入りで相手を持ち上げた状態で極めるスタンディング式も使用。
フブキ・ラナ
相手の両肩に肩車の体勢で飛び乗り、相手ごと後方回転して丸め込むリバース式のウラカン・ラナ。後方回転する際に持ち前の柔軟性で身体を反らせ、後頭部から叩きつけるだけではなく、しっかりと丸め込むところがポイント。

### 打撃技
トラースキック
2015年12月ごろから頻繁に使用されるようになった。
ドロップキック
バズソーキック
バカタレキック
エルボー
エルボー・スタンプ
バックエルボー
逆水平チョップ
クローズライン
延髄斬り

### 飛び技
フロッグスプラッシュ
ミサイルキック
トペ・スイシーダ
大一番で使用される。

### フォール技
スクールガール
バックスライド
スモール・パッケージ・ホールド
ジャックナイフ・ホールド
ローリング・クラッチ・ホールド

## タイトル歴
スターダム
2022年5月にスターダムが管理する全王座を戴冠し、グランドスラムを達成した。
- 第8代、第12代ワールド・オブ・スターダム王座
- 第4代、第9代ワンダー・オブ・スターダム王座
- 第12代ハイスピード王座
- 第9代SWA世界王座
- 第8代、第13代ゴッデス・オブ・スターダム王座
  - 第8代パートナーは紫雷イオ
  - 第13代パートナーは鹿島沙希
- 第4代、第6代、第9代、第18代、第20代アーティスト・オブ・スターダム王座
  - 第4代はwith松本浩代&脇澤美穂（たわしーず）
  - 第6代はwith紫雷イオ＆彩羽匠
  - 第9代はwith紫雷イオ＆宝城カイリ（スリーダム）
  - 第18代・第20代はwith鹿島沙希&中野たむ

※ 岩谷は、アーティスト・オブ・スターダム王座を5回獲得しているが、5回ともスカイブルー（自身のイメージカラー）のベルトを選んでいる。
- STARDOM Cinderella tournament 優勝（2015年、2016年）
- STARDOM 5★STAR GP 優勝（2018年）
- GODDESSES OF STARDOM
  - 2015年優勝（パートナーは紫雷イオ）

マリーゴールド
- 第3代マリーゴールド・スーパーフライ級王座

新日本プロレス
- 第3代IWGP女子王座

ROH
- 第3代WOH世界王座

プロレス大賞
- 女子プロレス大賞（2019年）
- 話題賞（2024年）

## 入場テーマ曲
- THE SAVIOR / 永町一樹,kuritaka（現在のテーマ曲）
  - マリーゴールド移籍後はアレンジが異なるバージョンを使用[42]。
- THE ICON  / 宗本康兵 （タイトルマッチ用テーマ曲）
  - マリーゴールド移籍後も引き続き使用[43][44]
- Life is SHOW TIME（初のオリジナルテーマ曲）
- 『Z』の誓い / ももいろクローバーZ（紫雷イオとのタッグ「サンダーロック」での入場時）
- ブルーバード / いきものがかり
- Summer Revolution（女-AMA- で試合時）

## 出演

### テレビ
- ピン様キリ様（2021年1月4日、テレビ朝日） - 飯田沙耶と共に登場
- 激レアさんを連れてきた。（2021年10月18日、テレビ朝日）
- くりぃむナンタラ（2024年10月16日、テレビ朝日系列）

### テレビアニメ
- 邪神ちゃんドロップキック（2018年） - 女の子B（8話）役[45]

### ラジオ
- 原宿BODY SLAMBOYS（2016年9月2日 - 2018年6月、sora×niwa原宿）不定期レギュラー
- TOKYO FM「川音希　はじまりのラジオ」（2022年6月25日、7月2日）ゲスト出演
- ニッポン放送「岩谷麻優 輝きラジオ !」（2023年12月4日 - ） メインパーソナリティー

### 映画
- 家出レスラー（2024年）- 原案

### ウェブテレビ
- 有田プロレスインターナショナル（2021年3月3日、＃21、 Amazon プライム・ビデオ）

## 著書
- 『引きこもりでポンコツだった私が 女子プロレスのアイコンになるまで』 （2020年8月、彩図社） ISBN 978-4-8013-0456-7